# 21-羟化酶缺乏症
21-羟化酶缺乏症（英語：21-OHD）是一种罕见的常染色体隐性遗传病。该疾病会导致21-羟化酶缺乏，从而导致肾上腺前体向皮质醇的缺陷转化，最终导致先天性肾上腺增生症。同时，21-OHD还有可能引起严重的低钠血症和高钾血症，同时在一些情况下导致醛固酮缺乏。而依据21-羟化酶残留活性差异，21-OHD在临床上可分为失盐型、单纯男性化型及非经典型。

## 病因
有部分研究表明，21-羟化酶存在于人类白细胞抗原复合体Ⅲ内，而该部分基因较为复杂，基因的长度和复杂性导致该部分基因存在较大的变异性，其中，在CYP21A2基因约30kb处有一个非功能的假基因CYP21A1P，假基因CYP21A1P因存在插入、缺失和点突变等多个致病变异而阻止了21-羟化酶的合成，从而导致了21-羟化酶缺乏症。